# To Be Human
«To Be Human» (с англ. — «Быть человеком») — песня, записанная австралийской певицей Сией при участии английского певца Labrinth для саундтрека к супергеройскому фильму 2017 года «Чудо-женщина». Она была выпущена синглом 25 мая 2017 года на лейбле WaterTower Music.

## Композиция
«To Be Human» — это баллада; некоторые критики считали, что она отражает основные отношения фильма между Чудо-женщиной Галь Гадот и Стивом Тревором Криса Пайна. В лирическом плане песня выражает любовь, способную преодолеть все трудности. Это единственная неинструментальная песня в саундтрек-альбоме.

## Критический приём
В Rolling Stone Бриттани Спанос подумала, что своим «кинематографическим» синглом Сии «создает потрясающий, эпический музыкальный момент». Лорен Том для Billboard написала: «Мощная песня Сии отражает основной посыл фильма», отметив, что певица «направляет свою внутреннюю Чудо-женщину». Меган Дэвис из Digital Spy выразила мнение, что эта песня — «новый мощный гимн». Рэндалл Колберн из Consequence of Sound написал: «Нарастающий, гимн-трек, это возбуждающий, он обязательно подчеркивает нежный момент между Галь Гадот и её коллегой по фильму Крисом Пайном».

## Чарты
| Чарт (2017)               | Высшая позиция |
| ------------------------- | -------------- |
| France (SNEP)             | 117            |
| US Anglo (Monitor Latino) | 12             |